# Samantha Thavasa

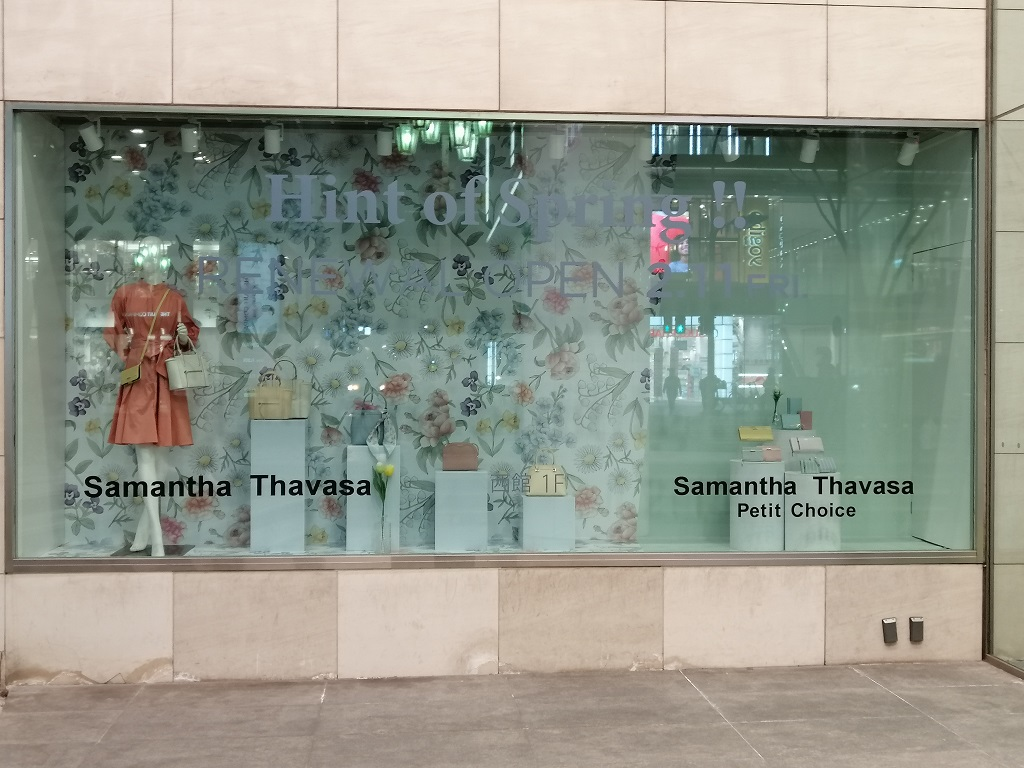
Una sucursal de Samantha Thavasa en Nagoya.

Samantha Thavasa es una compañía de modas japonesa, conocida por sus bolsos populares. Fue fundada en 1994 por Kazumasa Terada, el actual presidente.
La estrategia de la compañía se caracteriza por su utilización extensiva de celebridades occidentales y de alta sociedad en su publicidad, aunque Lee Byung-hun fue utilizado para promocionar su marca de joyería, Samantha Tiara. Beyoncé junto con su hermana Solange Knowles y las hermanas Hilton han estado en las campañas de publicidad. Nicky Hilton, Victoria Beckham y Tinsley Mortimer tienen líneas de bolsos con la compañía. Jennifer Lopez es la última celebridad que proporcionará la marca a partir de 2009.